# Kučiuliškės-Drapalių apylinkės II
Kučiuliškės-Drapalių apylinkės II este o arie protejată (sit de importanță comunitară — SCI) din Lituania întinsă pe o suprafață de 65,15 ha, integral pe uscat.

## Localizare
Centrul sitului Kučiuliškės-Drapalių apylinkės II este situat la coordonatele 54°10′54″N 23°55′20″E / 54.1818°N 23.9222°E.

## Înființare
Situl Kučiuliškės-Drapalių apylinkės II a fost declarat sit de importanță comunitară în iulie 2021 pentru a proteja un număr necunoscut de specii din flora spontană și fauna sălbatică aflate în arealul zonei.

## Biodiversitate
Situată în ecoregiunea boreală, aria protejată conține 1 habitat natural: Taiga vestică.
La baza desemnării sitului se află un număr nedeclarat de specii protejate.